# Britta Emanuelson
Britta Emanuelson, född 1918 i Borås, död 2008, var en svensk konstnär. 
Britta Emanuelson utbildades vid Konstgillets målarskola i Borås samt på Académie de la Grande Chaumière och Academie Henri Goetz i Paris. Hon använde tekniker som olja, akvarell, träsnitt, mosaik, design, textil och tapet och kan närmast beskrivas som ett  halvabstrakt måleri. Verk av Emanuelson är inköpta av Kungliga Byggnadsstyrelsen, Statens konstråd, Folkets Husföreningars Riksorganisation och Våra gårdar. Hon flyttade till Vänersborg 1955. Emanuelson finns representerad i kommunala samlingar i Alingsås, Trollhättan och Vänersborg, Vänersborgs museum, Borås konstmuseum och Sveriges Radio.